# باتريك برادلي
باتريك برادلي (بالإنجليزية: Patrick Bradley)‏ (1901 في المملكة المتحدة - ) هو لاعب كرة قدم بريطاني في مركز الهجوم. لعب مع نادي غيلينغهام ووولفرهامبتون واندررز وWalsall Wood F.C. ‏.